# McGillivray Pass
McGillivray Pass är ett bergspass i Kanada.   Det ligger i provinsen British Columbia, i den sydvästra delen av landet, 3 500 km väster om huvudstaden Ottawa. McGillivray Pass ligger 2 054 meter över havet.
Terrängen runt McGillivray Pass är varierad. Trakten runt McGillivray Pass är nära nog obefolkad, med mindre än två invånare per kvadratkilometer.. Det finns inga samhällen i närheten.
Trakten runt McGillivray Pass består i huvudsak av gräsmarker.